# Zwaluwpapegaai
De zwaluwpapegaai (Lathamus discolor) ook wel swiftparkiet genoemd, is een vogel uit de familie van Psittaculidae (papegaaien van de Oude Wereld). De vogel werd in 1790 beschreven in een reisbeschrijving waarvan John White de auteur is, maar de soortbeschrijving is feitelijk van Dr Shaw. Het is een ernstig bedreigde soort papegaai op Tasmanië.

## Kenmerken
De lichaamslengte bedraagt 25 cm en het gewicht 65 gram. Het verenkleed van deze vogel is hoofdzakelijk groen met een donkerblauwe voorkruin, die contrasteert met het rode "gezicht". De ondervleugels zijn eveneens rood. De onderdelen zijn geelachtig. Verder is het verenkleed bij beide geslachten gelijk. Dankzij de lange, spitse vleugels en het gestroomlijnde lichaam is de vogel een snelle vlieger.

## Verspreiding en leefgebied
Deze standvogel is endemisch in Australië, waar hij broedt in Tasmanië, veelal aan de zuidoostelijke kust van St Helens tot Southport met kleine populaties in het noorden nabij Deloraine. In de Australische winter trekt hij naar het zuidoosten van het Australische vasteland. Ze leven in uiteenlopende bosachtige habitats, maar ook in parken en tuinen in buitenwijken, waar zijn favoriete voedselbomen staan.

## Status
De grootte van de populatie werd in 2018 door BirdLife International geschat op to 1000 tot 2500 volwassen individuen en de populatie-aantallen nemen in hoog tempo af door habitatverlies. Het leefgebied wordt aangetast door ontbossing waarbij natuurlijk bos wordt omgezet in gebied voor agrarisch gebruik en menselijke bewoning. Verder vormt nestpredatie door de suikereekhoorn (Petaurus breviceps) een groot probleem. Om deze redenen staat deze soort sinds 2015 als ernstig bedreigd (kritiek) op de Rode Lijst van de IUCN en gelden er beperkingen voor de handel in deze parkiet, want de soort staat in de Bijlage II van het CITES-verdrag.